# RCW-Katalog

Der vom Katalog erfasste Bereich im Vergleich zum gesamten Firmament. Farblegende siehe Beschreibungsseite

Der RCW-Katalog (Rodgers, Campbell, Whiteoak) ist ein astronomischer Katalog von 181 Gebieten in der südwestlichen Milchstraße, die H-alpha-Emission zeigen, beschrieben in A catalogue of Hα-emission regions in the southern Milky Way.
Der Katalog wurde in den 1960er Jahren von Alexander William Rodgers, Colin T. Campbell und John Bartlett Whiteoak am Mount-Stromlo-Observatorium in Australien zusammengestellt.

## Beispiele
Einige der RCW-Katalog Objekte; Ein Klick auf das Bild liefert die Bildbeschreibung, die meisten stammen entweder von unterschiedlichen Amateurastronomen, der Europäischen Südsternwarte, der ESA oder  der NASA
| RCW     | Name          | Bild | Name und Querverweis                                    |
| ------- | ------------- | ---- | ------------------------------------------------------- |
| RCW 49  | RCW 49        |      | Gum 29                                                  |
| RCW 57  | NGC 3582      |      | NGC 3582                                                |
| RCW 86  | Supernova 185 |      |                                                         |
| RCW 124 | NGC 6302      |      | Bug Nebula, PK 349+01 1, Butterfly Nebula, Gum 60       |
| RCW 127 | NGC 6334      |      | ESO 392-EN 009, Sharpless 8, RCW 127, Gum 64, NGC 6334  |
| RCW 131 | NGC 6357      |      | Sh2-11, NGC 6357, RCW 131, Gum 66, War and Peace Nebula |
| RCW 146 | Lagunennebel  |      | Messier 8, NGC 6523                                     |
| RCW 147 | Trifidnebel   |      | Messier 20, NGC 6514                                    |
| RCW 160 | Omeganebel    |      | Messier 17, NGC 6618                                    |
| RCW 165 | Adlernebel    |      | Messier 16, NGC 6611, Gum 83                            |

## Ähnliche Kataloge
- Gum-Katalog
- Sharpless-Katalog